# Брод, Зоя Осиповна
Зоя Осиповна (Иосифовна) Брод (12 (25) июля 1907 года, Саратов — 25 февраля 1972 года, Москва) — советский архитектор.

## Биография

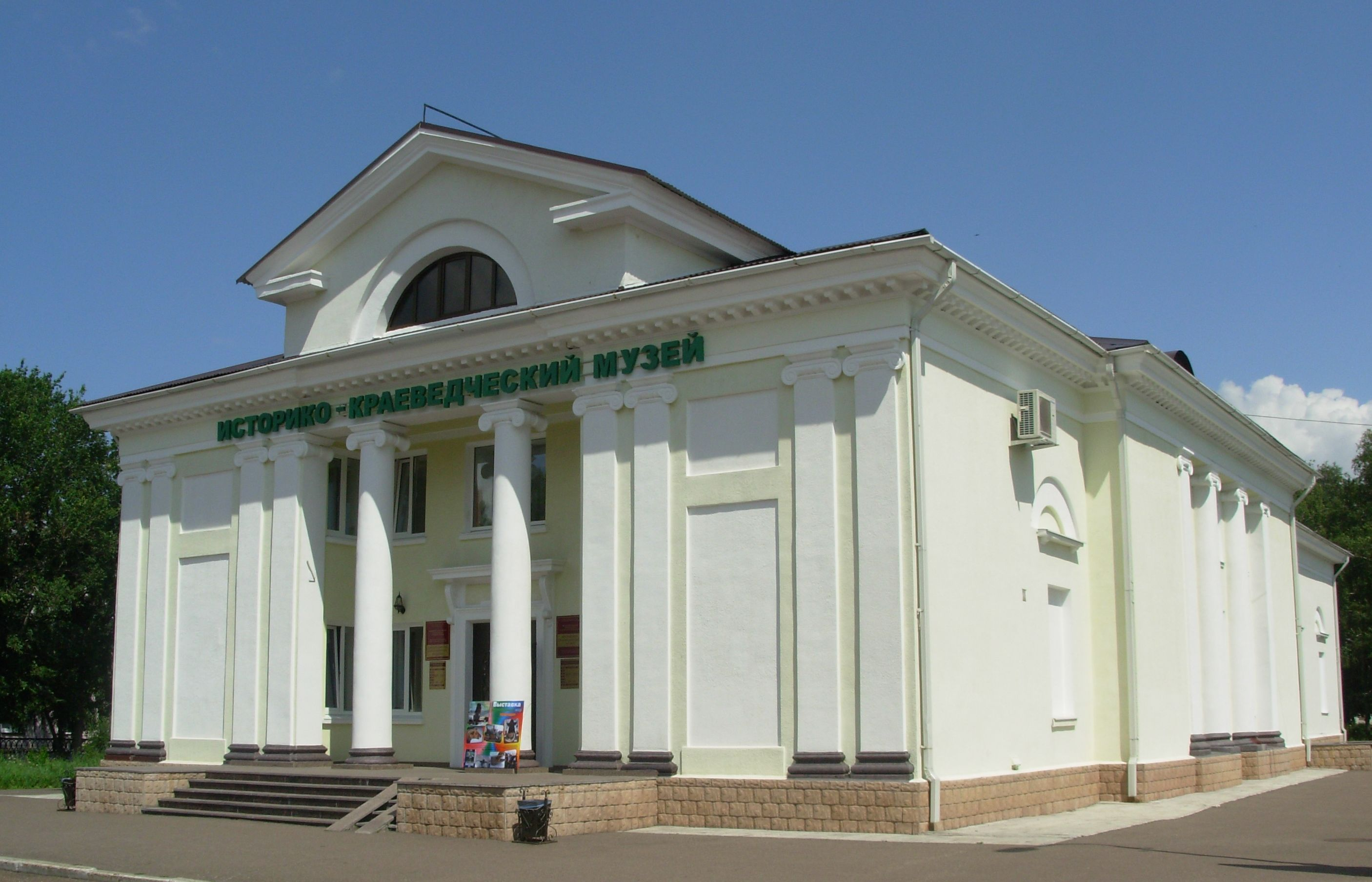
Здание нынешнего краеведческого музея в городе Салавате

Родилась 12 (25) июля 1907 года в Саратове в семье земского врача (акушера и хирурга) Иосифа Самсоновича Брода (1867 — погиб в декабре 1917 года), сверхштатного ординатора Алексеевской больницы в Саратове. Семье принадлежал двухэтажный каменный дом на углу Мирного переулка и Большой Казачьей, № 93.
Училась на Архитектурном факультете ЛВХТИ (ВХУТЕИНа, бывшей Академии художеств) в 1925−1930 годах. Среди преподавателей: А. Е. Белогруд, Л. Н. Бенуа, И. А. Фомин, В. А. Щуко, В. Г. Гельфрейх, С. С. Серафимов.
Дипломную работу защитила в 1930 году. После окончания института получила распределение в ленинградское отделение института «Проектгражданстрой». Многие проекты созданы ею совместно с супругом Александром Фёдоровичем Хряковым (1903—1976 гг.; окончил ЛВХТИ в 1928 г.). В 1933 году вместе с мужем переехала в Москву. Работала в мастерской И. А. Фомина. Проектировала жилые дома, санатории, внутреннюю отделку административных помещений, принимала участие в конкурсах. В 1934 году вступила в Союз архитекторов СССР.
Во время Великой Отечественной войны под руководством Б. М. Иофана работала над проектом Дворца Советов. Затем работала в архитектурно-проектной мастерской Комитета по делам архитектуры СССР, где занималась проектированием жилых кварталов, детских учреждений, школ и библиотек. Занималась восстановлением разрушенных войной городов. С 1948 года работала в Горстройпроекте, затем в мастерской № 4 Моспроекта-1. В 1950 году окончила университет Марксизма-Ленинизма.
В 1949 году Союзкинопроект объявил конкурс на создание проекта типового кинотеатра с залом на 330 мест. Созданием проекта занимались архитекторы Бюро инженерного проектирования Государственных архитектурных мастерских Комитета по делам архитектуры при Совете Министров СССР. Первую премию получил проект архитектора Зои Иосифовны Брод.
Самый массово воспроизведённый её проект — типовой кинотеатр на 300—330 мест. В 1950-х гг. в разных городах СССР было построено около ста таких кинотеатров. Типовой кинотеатр представляет собой двухэтажное здание с колоннами ионического ордера в фасадной части. Здание имеет достаточно простую внутреннюю планировку, представляющую собой осевую анфиладу залов. Наиболее красивой частью является богато украшенное колоннами, зеркалами, лепниной и декоративными элементами фойе.
Зоя Осиповна Брод умерла 25 февраля 1972 года после непродолжительной болезни. Похоронена в Москве на Новодевичьем кладбище.
Брат — геолог Игнатий Брод.

### Проекты в Ленинграде
- Жилой дом работников Союзверфи на углу Крюкова канала и ул. Декабристов, д. 29 (1932—1934 гг.; соавторы: И. А. Меерзон, В. М. Черкасский)[6]

### Проекты в Москве
- Дом ветеранов Революции им. Клары Цеткин в Звенигороде Московской обл. (1934 г., соавтор А. Ф. Хряков);
- Жилой дом РЖСКТ на Земляном валу, д. 48 (1934 г., соавторы: И. Г. Безруков, А. Ф. Хряков);
- Киноклуб на Ленинградском проспекте (1934 г.; соавтор А. Ф. Хряков);
- Пантеон — Памятник вечной славы великих людей Советской страны на Ленинских горах (1954 г., соавтор А. Ф. Хряков; конкурс);
- Библиотека им. Ленина: аванзал корпуса Г и Большая аудитория на 500 мест (1954 г., соавтор А. Ф. Хряков)[7];
- Жилой дом Министерства морского флота, Гипроавиапрома и Гражданского воздушного флота со встроенным кинотеатром, магазином и гаражами на Ленинградском шоссе, д. 71 (1949—1955 гг.; соавтор А. Ф. Хряков)[8][9][1];
- Жилой дом со встроенной поликлиникой в Резервном проезде[1];
- Жилой дом на Киевской улице[1];
- Застройка кварталов 45 и 60 в Фили-Мазилове[1];
- Застройка кварталов 71, 72, 75, 78, 79, 80 и 81 в Кунцеве[1];
- Кинотеатр «Молодёжный» на 500 мест[1];
- Кинотеатр «Украина» на 830 мест[1];
- Кинотеатр «Бородино» на 843 места с кафе на 200 мест[1];
- Кинотеатр «Брест» в Кунцеве на 1000 мест[1];
- Кинотеатр «Ташкент» на Рязанском проспекте на 1000 мест[1];

### Проекты в других городах

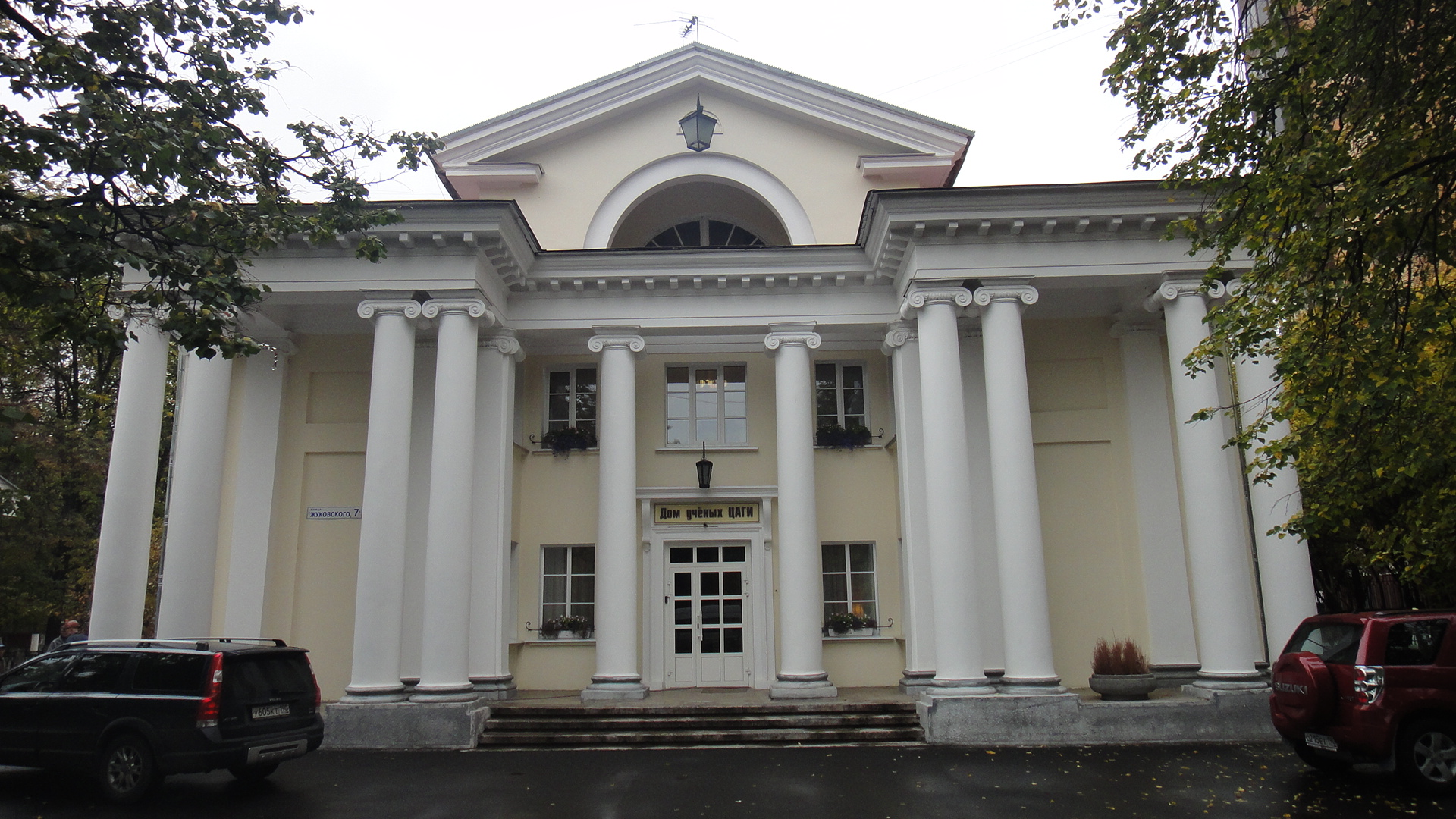
Дом учёных ЦАГИ

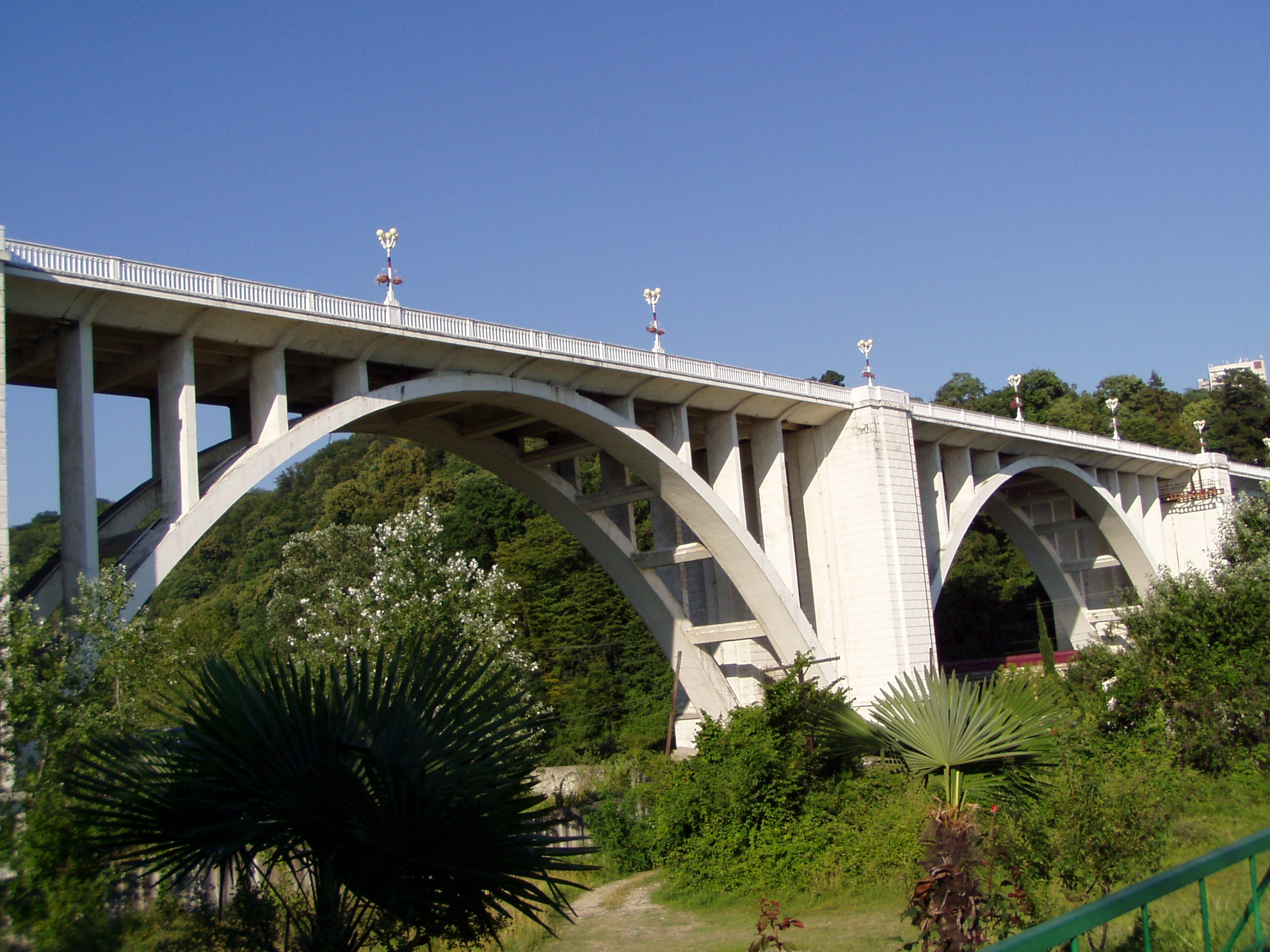
Мацестинский виадук

- Мост-виадук через р. Мацеста (1935 г.; соавторы: В. А. Щуко, В. Г. Гельфрейх, А. Ф. Хряков; построен в 1938 г.);
- Типовой трёхзальный кинотеатр на 750 мест (1938 г.; соавторы: А. Ф. Хряков, А. П. Великанов);
- Типовой кинотеатр на 200 мест (1938 г.);
- Планировка центра Сталинграда (соавтор А. Ф. Хряков, до 1946 г.);
- Кинозал «Родина» (1948), ныне — Дом учёных ЦАГИ, г. Жуковский Московской области;
- Кинотеатр на 300 мест в г. Салават Башкирской АССР (1953 г.[10]);
- Дом культуры «Строитель» в Черниковске (соавтор А. Ф. Хряков, 1953 г.);
- Кинотеатр «Украина» в Севастополе (1953—1955 гг.);
- Кинотеатр «Россия» в Туапсе (1955—1959 гг.; на 330 мест);
- Кинотеатр «Луч» в Сочи — Хоста, ул. Октября, д. 1/4 (1958 г.; на 338 мест);
- Кинотеатр «Буревестник» в Ставрополе (с 1964 г. — Тольятти) Куйбышевской области (1954—1956 гг.);
- Кинотеатр «Октябрь» в Сыктывкаре (1954 г.; на 360 мест)[11];
- Здание Центра татарской культуры, ранее — кинотеатр «Октябрь» в Ульяновске;
- Бывшее здание Театра Юного зрителя, ранее — кинотеатр «Родина» в Ульяновске (снесено 8 апреля 2021 г. в рамках государственной Программы сохранения культурного наследия).

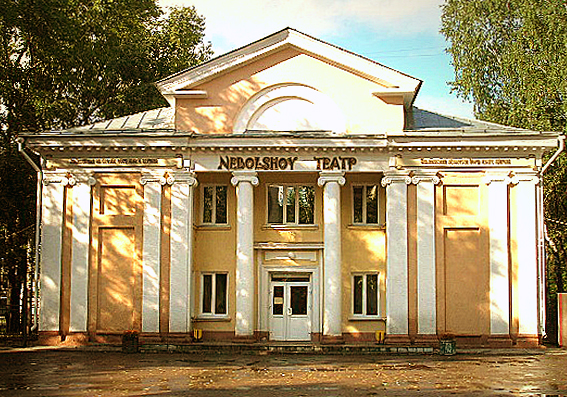
Бывшее здание Ульяновского Театра Юного Зрителя "Nebolshoy театр", ныне снесён.
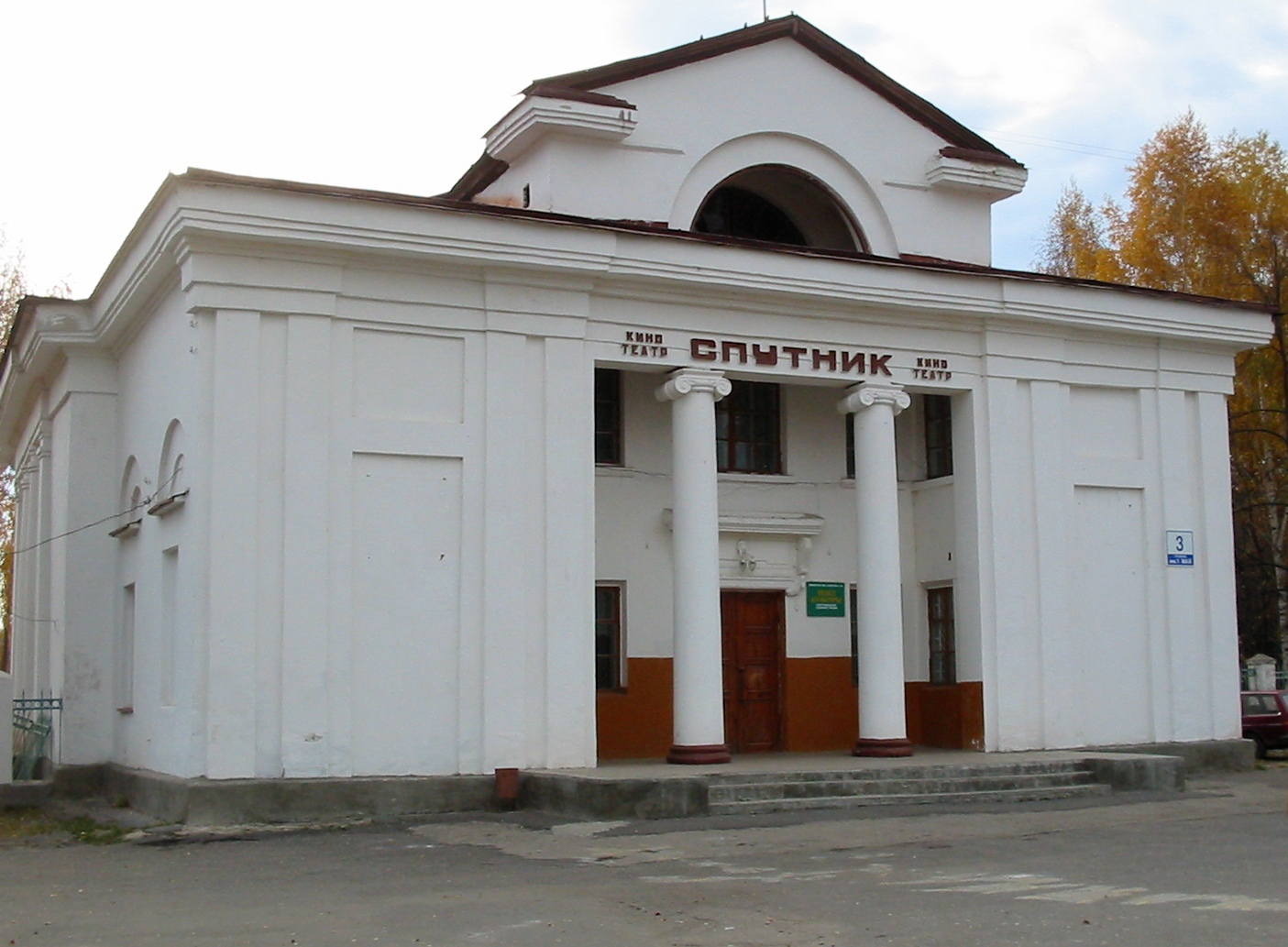
Кинотеатр «Спутник» (Сенгилей, 2006).
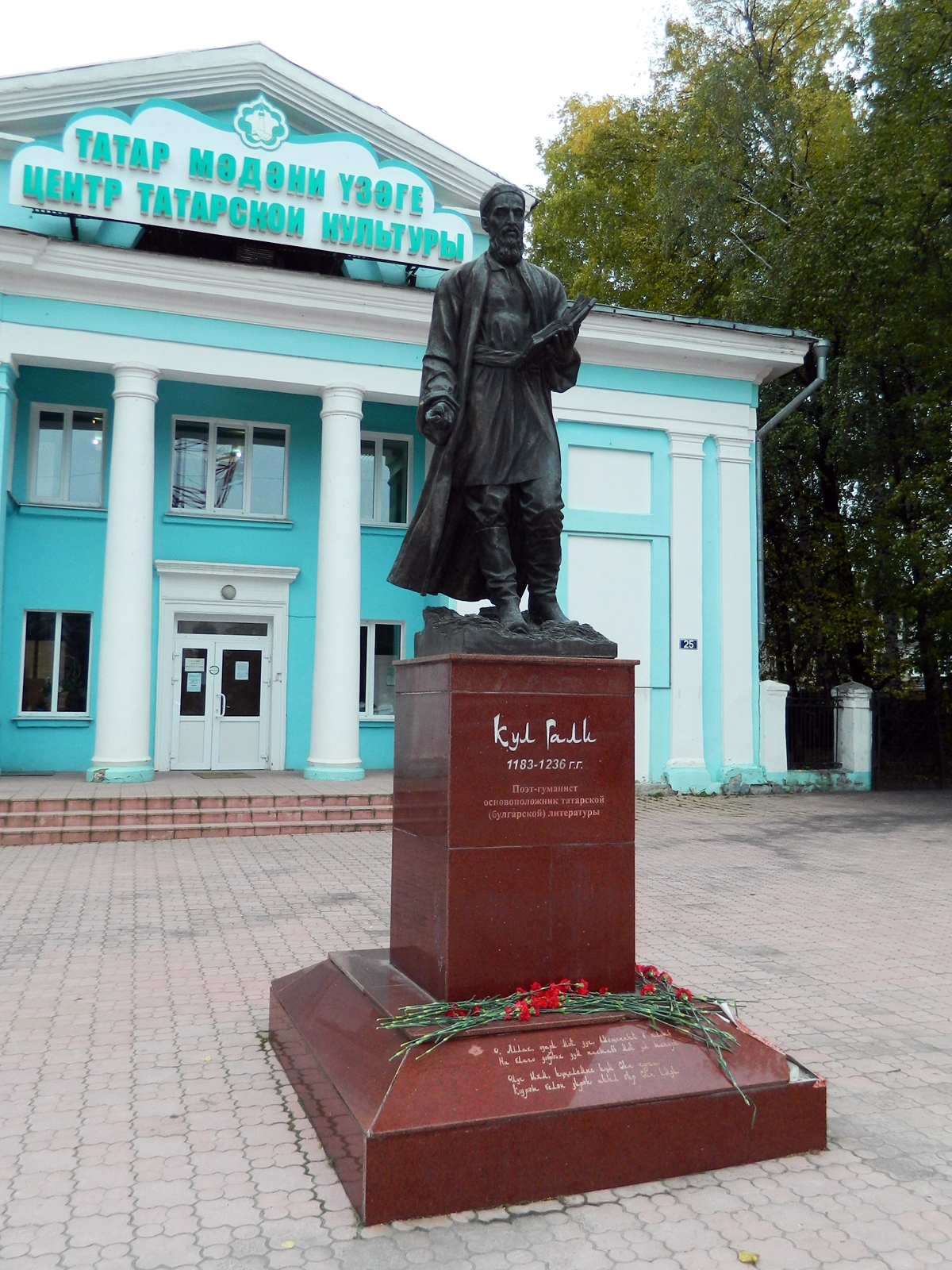
Памятник Кул Гали и Центр татарской культуры (Ульяновск).

## Награды
- Орден «Знак Почёта»

### Архивные источники
- Личное дело студентки Брод З. О. 1925—1930 гг. //   НБА АХ СССР. Ф. 7. Оп. 8. Д. 358.
- Научно-исследовательский музей Академии художеств (НИМАХ).